# Oberostendorf
Oberostendorf é um município da Alemanha, situado no distrito da Algóvia Oriental, no estado da Baviera. Tem 21,04 km² de área, e sua população em 2019 foi estimada em 1 479 habitantes.